# Хоуп, Томас
Томас Хоуп (англ. Thomas Hope; 30 августа 1769, Амстердам, графство Голландия — 3 февраля 1831, Лондон) — голландский и английский археолог, публицист, архитектор-любитель, проектировщик мебели и коллекционер произведений искусства; представитель Эпохи британского Регентства.

## Биография
Томас Хоуп родился 30 августа 1769 года в городе Амстердаме в богатой семье торговцев, эмигрировавшей из Шотландии в Нидерланды. Ещё в молодости познакомился с классической средиземноморской архитектурой. После смерти отца в 1784 году он унаследовал значительную часть его коллекции произведений искусства.
В 1795 году Хоуп покинул Нидерланды из-за французской оккупации и поселился в Лондоне. Там он руководил реконструкцией своего таунхауса на Дючес-стрит. Дом был спроектирован шотландским архитектором Робертом Адамом в 1768 году и находился на Мэнсфилд-стрит недалеко от Портленд-плейс. После ремонта в нём разместилась одна из самых больших и важных коллекций антиквариата в Лондоне во времена Регентства. Дом на Датчес-стрит был предшественником современного музейного здания и оказал влияние на дальнейшее развитие английского декоративно-прикладного искусства того периода.
В 1806 году он женился на достопочтенной Луизе Бересфорд (ок. 1783—1851), дочери Уильяма Бересфорда, 1-го барона Десиза. После смерти мужа Луиза в 1832 году повторно вышла замуж за генерала Уильяма Карра Бересфорда, 1-го виконта Бересфорда. Он был крайне консервативен, пренебрежительно относился к искусству и не дорожил доставшимися ему от жены коллекциями и домом (снесённым после смерти жены в 1851 году). Рисунки из публикаций Хоупа 1807 года являются единственным сохранившимся свидетельством, наряду с несколькими фотографиями из Фламандской картинной галереи.
Хоуп издал рисунки: «Household furniture and internal decorations» (Лондон, 1807); «The costumes of the ancients» (Лондон, 1809) и «Designs of modern costumes» (Лондон, 1812). Наиболее известен его роман «Anastasius or memoirs of a modern Greek» (1819), выдающийся по оригинальности мыслей и блестящему слогу; автором его считали одно время Байрона. После его смерти были изданы: «On the origin and prospects of man» (Лондон, 1831) и «Historical essay on architecture» (1840).